# 大地湾遗址
大地湾遗址是中国甘肃省境内的一处新石器时代遗址。遗址位于秦安县五营乡邵店村东侧，发现于1958年第一次全国文物普查期间，首次发掘于1978年至1984年，1988年被列入第三批全国重点文物保护单位，2001年被《考古》杂志评为“中国20世纪100项考古大发现”之一。
大地湾遗址年代范围为距今7800至4800年，分为五期，分属于老官台文化、仰韶文化和常山下层文化，为渭河流域已发现最早的新石器文化，且聚落时代延续3000年，提供了黄河流域史前聚落發展的完整实例。
大地灣遺址以文化類型多、延續時間長、歷史淵源早、技藝水平高、分佈面積廣、面貌保存好而備受考古界關注。
考古工作者共在大地灣遺址清理發掘出房屋遺址240座，灶址98個，灰坑和窖穴325個，墓葬71座，窯址35座及溝渠12段，累計出土陶器 4147件、石器（包括玉器）1931件、骨角牙蚌器2218件以及動物骨骼1.7萬多件，清理房屋遺址240座，灶址104個，灰坑和窖穴342個，窯址38個，墓葬79座，壕溝 9條。